# Superman
Superman je izmišljena oseba, nezemeljski superheroj z nadnaravnimi sposobnostmi, a človeško postavo, ki nastopa v stripih ameriške založbe DC Comics. Lik je nastal med veliko gospodarsko krizo v tridesetih letih 20. stoletja v ZDA. Ustvarila sta ga Jerry Siegel in Joe Shuster. Prvič se Superman pojavi v kratki zgodbi »The Reign of the Superman« leta 1933. Kasneje je nastalo tudi več televizijskih serij in filmov s Supermanom v glavni vlogi.

## Ozadje
Njegovo poreklo so ustvarjalci z leti se je nekoliko spreminjali, bistvo pa je ostalo. Na oddaljenem planetu Krypton živi znanstvenik Jor-El. Odkrije, da bo njihovo rdeče sonce eksplodiralo v bližnji prihodnosti. Da bi rešil svojega triletnega sina, ga z raketo pošlje na zemljo. Ta pristane v ameriški zvezni državi Kansas. Tam ga najde par brez otrok (Martha in Jonathan Kent). Imenujeta ga Clark Kent in ga vzojita kot lastnega sina ter mu priučita močna moralna načela.
Ko Superman odraste, Clark Kent postane njegov alter ego, očala, s katerimi prikrije svojo podobo, pa njegov zaščitni znak. Kent dela pri izmišljeni časopisni hiši Daily Planet, po nekaterih kasnejših različicah zgodbe pa je televizijski poročevalec.

## Lastnosti in sposobnosti
Moč za nadnaravne lastnosti črpa iz našega Sonca, ki je za razliko od rdečega polno energije. Njegove nadnaravne lastnosti in sposobnosti:
- Je skoraj neranljiv. To mu omogoča njegova aura.
- Lahko leti.
- Nadčloveška moč.
- Bliskovita hitrost.
- Izreden sluh.
- Mikroskopski vid.
- Teleskopski vid.
- Rentgenski vid.
- Ognjeni vid

Leta 1945 se prvič pojavi skrivnostna snov kriptonit. Z leti se ta snov pojavi v več barvah: zelen, rdeč, zlat, bel, srebrn in moder. Jemlje mu nadnaravne moči in škoduje njegovemu zdravju.

## Sonastopajoči
- Lois Lane, uspešna novinarka pri dnevniku Daily Planet oz. njegova kolegica
- Alexander »Lex« Luthor, najprej njegov najboljši prijatelj kasneje pa njegov sovražnik
- Lana Lang, njegova srednješolska ljubezen
- Pete Ross, njegov srednješolski prijatelj
- Jimmy Olsen, njegov sodelovec pri dnevniki Daily Planet, fotograf
- Perry White, glavni urednik Daily Planeta